# Bauchglatze
Eine Bauchglatze, auch als Abdominalglatze bezeichnet, ist ein Zeichen einer Leberzirrhose beim Mann.
Dieses Symptom resultiert aus der durch die Zirrhose eingeschränkte Funktion der Leber, welche eine wichtige Rolle beim Hormonstoffwechsel spielt. Die männlichen Sexualhormone müssen in der Leber umgewandelt (glucoronidiert und sulfatiert) werden, um sie für die Ausscheidung hydrophil zu machen. Da bei dem Krankheitsbild die Androgene jedoch verzögert abgebaut werden, werden diese stattdessen primär in der Peripherie zu Östrogenen umgewandelt, was eine Verweiblichung der männlichen Patienten mit Gynäkomastie und Verlust der abdominellen Behaarung, Brust- und Achselbehaarung und teilweise auch der oberen Schambehaarung (Anpassung an weibliche Haarverteilung) zur Folge hat.